# Mycetophila sinuosa
Mycetophila sinuosa is een muggensoort uit de familie van de paddenstoelmuggen (Mycetophilidae). De wetenschappelijke naam van de soort is voor het eerst geldig gepubliceerd in 1999 door Plassmann & Schacht.